# Túbay
Túbay es un municipio filipino de cuarta categoría, situado en la parte nordeste de la isla de Mindanao. Forma parte del Segundo Distrito Electoral de la provincia de Agusan del Norte situada en la Región Administrativa de Caraga, también denominada Región XIII.

## Geografía
Municipio ribereño de la bahía de Butuan, en el mar de Bohol, situado en el norte de la provincia.
Su término linda al norte con el municipio de Jabonga; al sur con el de Cabadbaran; al este con el de Santiago; y al oeste con la mencionada bahía.

### Barangays
El municipio  de Santiago se divide, a los efectos administrativos, en 13 barangayes o barrios, conforme a la siguiente relación:
| - Binuangan - Cabayawa - Doña Rosario | - Doña Telesfora - La Fraternidad - Lawigan | - Población 1 - Población 2 - Santa Ana | - Tagmamarkay - Tagpangahoy - Tinigbasan - Victory |  |

## Historia
Municipio creado en el año 1947 por la segregación de los barrios de Túbay, La Fraternidad, Tinigbasan, Cabayawa, Victory, Santa Ana y Tagmamarcay pertenecientes al municipio de Cabadbaran.
Lleva el nombre de su  fundador Datu Tabay, siendo el segundo asentamiento español en Agusan. Ya en el año 1751 era conocido como Pueblo. Anteriormente, las personas se asentaron en el desierto de Ilihan, trasladándose más tarde al Sitio de Malabog y después a Túbay-Túbay y Sabang, cerca de la desembocadura del río Jabonga.
Tanto por el evidente riesgo de inundaciones como por los constantes ataques moros se traslada de nuevo la población hasta su actual emplazamiento.
En 1898, Túbay era una ciudad próspera, pero en 1903, durante la ocupación estadounidense de Filipinas, Túbay fue reducido a simple barrio de su vecino, Cabadbaran. Aun así todavía seguía siendo el centro de la actividad comercial debido a la presencia de los comerciantes chinos que aprovechaban el río navegable Jabonga como su  principal arteria del tráfico de  copra y cáñamo.
Tras la construcción de la carretera que une Túbay y Santiago con  Cabadbaran, cominza el declive comercial de Túbay, desapareciendo el tráfico comercial a través del río Jabonga.